# Kiss Mihály (unitárius lelkész)
Kiss Mihály (Énlaka (Udvarhely megye), 1781. április 19. – 1837. március 8.) unitárius lelkész, Kiss Mihály unitárius esperes édesapja.

## Élete
Kiss Mihály szintén lelkész és Pap Judit fia. 1787-ben Kissolymosban adták iskolába, ahova apja papnak ment. 1794-ben a tordai középiskolába ment és ott tanult 1799-ig; ekkor a kolozsvári unitárius iskola felső osztályába lépett. Megtanult németül és franciául a szünidők alatt. 1803-ban tanította a kisebb osztálybelieket. 1805-ben tordai pap lett; 1813-ban saját kivánatára Vargyasra rendelték papnak és az udvarhelyi kör esperese lett. 1826-ban a szentmihályi nyugalmasabb papi állást fogadta el. 1824-ben Bölönben és 1832-ben Nyárádszentlászlón a zsinaton fölszentelendő papok megvizsgálása rábizatott; utóbbi helyen feltűnést keltő beszédet tartott. A füvészetet és orvostant magánúton tanulgatta; e mellett a méhészetnek, esztergályozásnak, gyümölcstenyésztésnek és általában a kertészetnek nagy kedvelője volt. 1832-ben szélütés érte, mely 1837-ben ismétlődött és március 8-án meghalt.
Családjára vonatkozó történeti és naplójegyzeteket hagyott hátra.